# Ann M. Hardy
Pour les articles homonymes, voir Hardy.
Ann Marie Hardy est une épidémiologiste et microbiologiste américaine qui a occupé le poste de responsable de la protection de la recherche sur l'homme au sein des National Institutes of Health Office of Extramural Programs.

## Enfance et formation
Ann Marie Hardy obtient une maîtrise en microbiologie et un doctorat en épidémiologie en 1983 à la Graduate School of Public Health de l'université de Pittsburgh. Sa thèse s'intitule Infections in renal transplant recipients receiving cyclosporine.

## Carrière et recherche
Ann Hardy passe 5 ans aux Centers for Disease Control and Prevention, où elle travaille sur la surveillance et l'épidémiologie du sida. Elle passe ensuite 12 ans au National Center for Health Statistics, où elle occupe divers postes dans le cadre de la National Health Interview Survey.
Ann Hardy est responsable d'analyses scientifiques au Center for Scientific Review (CSR) pendant 7 ans au sein du Health of the Population Integrated Review Group (HOP IRG), où elle crée la section d'étude des méthodes biostatistiques et conception de la recherche. Elle est adjointe du HOP IRG pendant ses 3 dernières années au CSR.
En 2008, elle rejoint l'Office of Extramural Programs (OEP) des National Institutes of Health (NIH) au sein de l'Office of Extramural Researchs (OER) en tant que responsable de la protection de la qualité des recherches en milieu externe (celle qui concerne la santé au travail, les risques en milieu ouvert, etc.) et coordinatrice des NIH pour les certificats de confidentialité.
Les domaines d'expertise d'Ann Hardy comprennent la protection des sujets humains, l'épidémiologie des maladies infectieuses et les méthodes d'enquête sur la santé.